# میکروسکوپ نوری

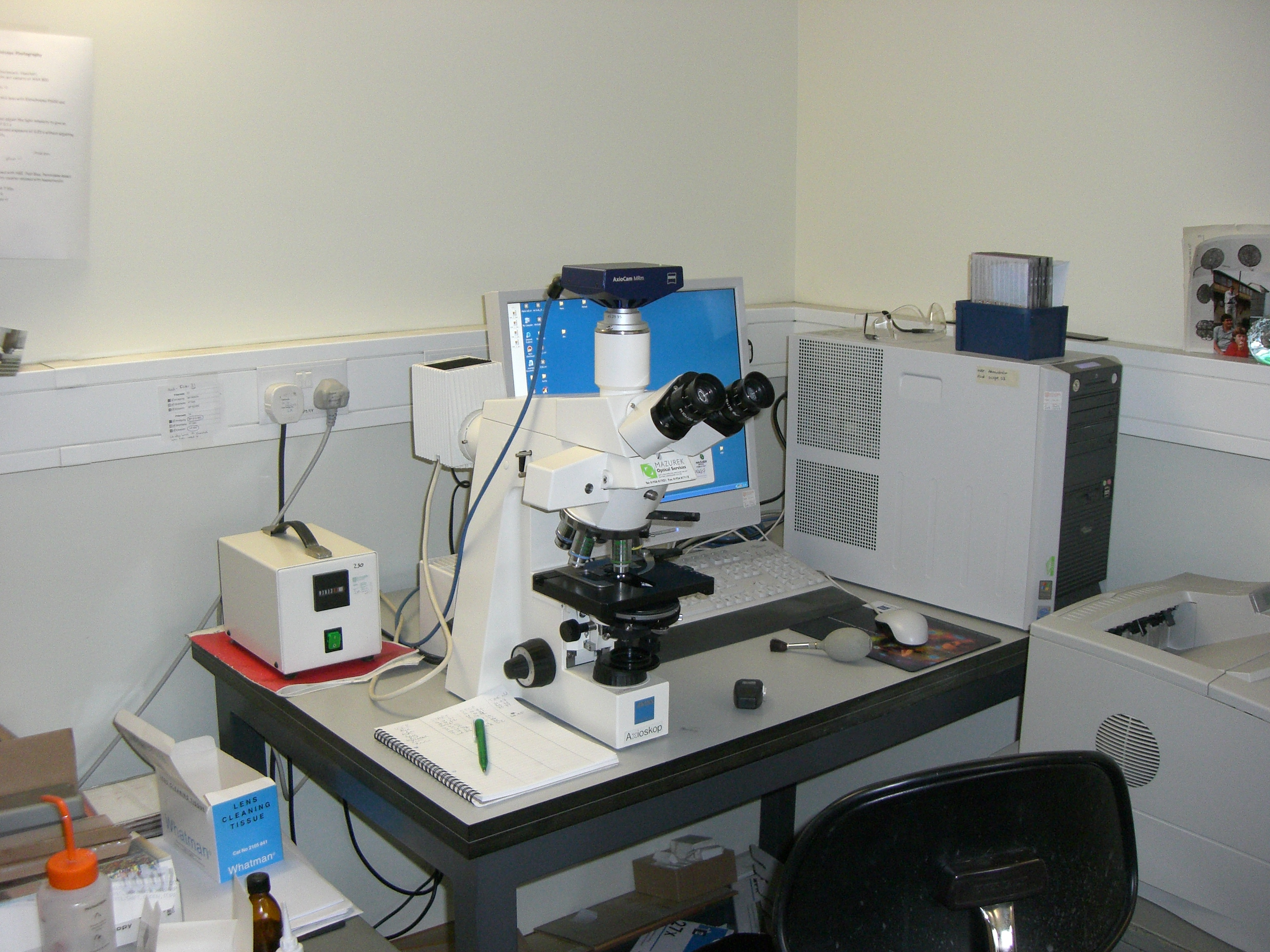
یک میکروسکوپ نوری مدرن با یک لامپ جیوه برای میکروسکوپ فلورسانس. میکروسکوپ دارای یک دوربین دیجیتال است که به کامپیوتر متصل است.

میکروسکوپ نوری یا ریزنمای نوری یکی از انواع میکروسکوپ است که از نور مرئی و سیستمی متشکل از چند لنز برای بزرگنمایی اجسام، موجودات و ساختار موادی که با چشم غیر مسلح قابل بررسی نیستند، کاربرد دارد. میکروسکوپ‌های نوری انواع مختلفی دارند که از ساده شروع تا میکروسکوپ‌های بسیار پیچیده برای وضوح بالاتر استفاده می‌شوند. ساختمان اصلی میکروسکوپ نوری شامل عدسی چشمی و عدسی شیئ، دسته یا بدنه صفحه چرخان، صفحه میکروسکوپ، دیافراگم، منبع نور، گیره‌های صفحه، پیچ ماکرومتری، پیچ میکرومتری و پایه است

## تاریخچه
در حدود سال ۱۶۵۰ میلادی دانشمندی به نام رابرت هوک شیشه‌های منحنی به چیزهای خیلی کوچک نگاه کردند و به دقت به بررسی آن‌ها پرداختند. اسم این شیشه‌ها راکه سطح منحنی داشتند، عدسی گذاشتند؛ زیرا شکل آن‌ها مثل دانه‌های عدس بود. معمولاً برای اینکه به چیزهای بسیار کوچک نگاه کنند، بیش از یک عدسی به کار می‌بردند و عدسی‌ها را در دو انتهای یک لولهٔ فلزی جا می‌دادند. اسم این لوله را، با عدسی‌هایی که درون آن بود،میکروسکوپ گذاشتند.
میکروسکوپ از دو واژهٔ یونانی «میکرو» به معنی کوچک و «اسکوپ» به معنی دیدن، گرفته شده است؛ بنابراین میکروسکوپ یعنی دیدن ذرات کوچک. یکی از موجودات کوچک زنده که دانشمندان بیش از همه آن را مورد مطالعه قرار دادند، کک بود.
قبل از اختراع میکروسکوپ در اواسط قرن هفدهم، مشاهدهٔ سلول مقدور نبود، زیرا سلول واحد بسیار کوچکی است که با چشم غیر مسلح، قابل رویت نیست. رابرت هوک اول بار در سال ۱۶۶۵ زیر میکروسکوپ ابتدایی که خود ساخته بود، سلول‌های مرده را در برش‌های چوب پنبه مشاهده کرد. این سلول‌های تو خالی و متصل به هم، شکل لانهٔ زنبور داشتند و هوک آن‌ها را «سلول» نامید که در زبان لاتین مفهوم اتاق کوچک دارد.
میکروسکوپ‌های نوری قدیمی‌ترین نوع میکروسکوپ‌ها هستند که شکل فعلی آن‌ها در قرن ۱۷ اختراع شد. احتمالاً مؤثرترین آن‌ها توسط رابرت هوک ساخته شد که به صورت شیشه‌های کوچک نصب شده در یک صفحه فلزی بود که نزدیک چشم نگه‌داشته می‌شد و از روشنایی روز برای دیدن نمونه بهره می‌برد. انواع دیگر میکروسکوپ‌های اولیه تصویر واضحی فراهم نمی‌کردند؛ تا سدهٔ نوزدهم که میکروسکوپ‌های ترکیبی، نسبت به میکروسکوپ‌های تک‌لنزی، به برتری تکنیکی دست یافتند.
استفاده از میکروسکوپ‌های ترکیبی ساده‌تر بود و به واسطهٔ پیشرفت در تکنولوژی طراحی، قدرت تفکیک بهبود یافته و نقص‌های عدسی‌ها کاهش یافت. در سال ۱۸۷۶ تئوری تشکیل تصویر اب (Abbé) نشان داد که طول موج نور، محدودیتی در حدود ۰/۲ میکرومتر بر قدرت تفکیک اعمال می‌نماید. در این مرحله، دستگاه تقریباً در حد کمال خود بود و از ۱۹۰۰ به بعد بیش‌تر پیشرفت‌ها، عمدتاً در تکنیک‌های مورد استفاده، روش‌های روشنایی و راه‌های بهبود کنتراست بوده است.
اختراع میکروسکوپ تحول بزرگی در علم زیست‌شناسی به وجود آورد. با به‌کارگیری این ابزار قوی، بشر توانست ذراتی را که با چشم دیده نمی‌شوند مشاهده کند.
یک سلول جانوری را در نظر بگیرید که قطر متوسط آن بین ۱۰ تا ۲۰ میکرون است، این سلول ۵۰ بار کوچکتر از ریزترین جسم قابل روییت با چشم غیر مسلح است؛ بنابراین تنها با اختراع میکروسوپ نوری بود که آدمی توانست سلول را ببیند.
در ابتدا تصویرها از نور در میکروسکوپ توسط دوربین‌های عادی تولید می‌شدند؛ اما با پیشرفت در زمینهٔ سنسورهای [سیماس] و باتری‌های [CCD] سیستم ضبط تصاویر دیجیتال شد. اکنون میکروسکوپ‌های دیجیتالی هستند که تصویر یک نمونه را به‌طور مستقیم ضبط و بدون نیاز به عدسی بر رو صفحه رایانه نشان می‌دهند. در عصر حاضر نمونه‌های پیشرفته‌تری وجود دارند که از نور نامرئی استفاده می‌کنند که می‌توان به میکروسکوپ الکترونی روبشی و میکروسکوپ الکترونی عبوری و میکروسکوپ پرآب پویشی اشاره کرد. در سال ۲۰۱۴ جایزه نوبل شیمی به ویلیام اسکو مورنر برای توسعهٔ میکروسکوپ فلورسانس در مقیاس نانو اعطا شد.
دو دسته اصلی میکروسکوپ نوری وجود دارد که عبارتند از میکروسکوپ ساده و مرکب. میکروسکوپ ساده میکروسکوپی است که از یک عدسی یا ترکیب بهم چسبیده عدسی‌ها.
میکروسکوپ ساده برای بزرگنمایی از یک عدسی استفاده می‌کند درحالی که میکروسکوپ مرکب از چندین عدسی برای بزرگنمایی استفاده می‌کند.
نوع دیگری از میکروسکوپ‌های نوری وجود دارد که از یک دوربین دیجیتال برای ضبط تصاویر استفاده می‌کنند.

## میکروسکوپ ساده
میکروسکوپ ساده (به انگلیسی: Single lens (simple) microscope) از یک عدسی یا ترکیب بهم چسبیده عدسیها استفاده میکند.این میکروسکوپ به بیننده یک تصویر مجازی بزرگتر از جسم می‌دهد. معمولاً بزرگنمایی این عدسی‌ها تا 25 برار است و قدرت تشخیص ذرات 10 میکرون را دارا می‌باشند. نمونه‌های از این میکروسکوپ‌ها عبارتند از : ذره بین ها،[لوپ ها] (عدسی‌هایی که برای بزرگنمایی جواهرات استفاده می‌شود) و عدسی‌های تلسکوپ ها.
در ساختار این میکروسکوپ تنها یک عدسی همگرا برای بزرگ نمایی بکار می‌رود.

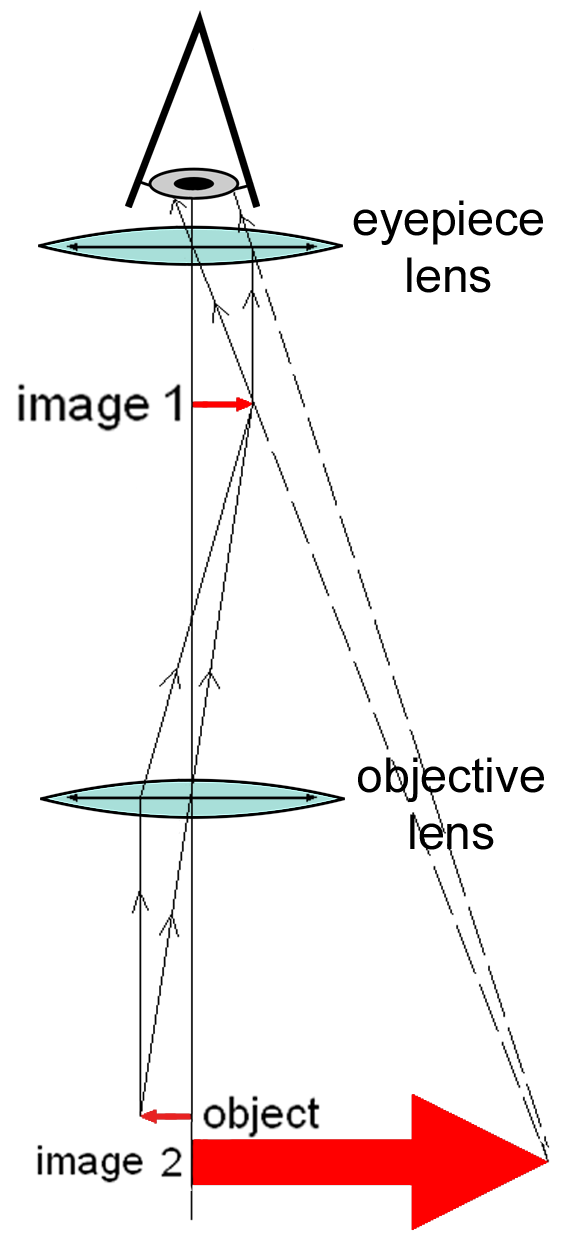
نحوه کار یک میکروسکوپ مرکب

## میکروسکوپ مرکب
میکروسکوپ مرکب (به انگلیسی: Compound Microscope) به نوعی از میکروسکوپ گفته می‌شود که در آن از یک سری عدسی برای جمع‌آوری نور از شی مورد بررسی و از یک سری عدسی دیگر، فقط برای تنظیم و فوکوس نور روی شی استفاده می‌شود. به دلیل تعداد بیشتر عدسی‌های بکار گرفته شده در این نوع میکروسکوپ، وزن و قیمت آن‌ها هم در مقایسه با میکروسکوپ‌های ساده بالاتر است.
معمولاً دارای ۲ عدسی است یک عدسی شیئی و دیگری عدسی چشمی. فاصله کانونی عدسی شیئی بسیار کم است (کمتر از یک سانتی‌متر) اما فاصله کانونی عدسی چشمی در حدود چند سانتی‌متر است. عدسی شیئی نزدیک جسم برای متمرکز کردن نور و واضح کرن تصویر واقعی و یک یا چند عدسی ترکیبی برای بزرگ کردن تصویر حاصل از عدسی اول. تصویر حاصل از عدسی دوم مجازی است. در این میکروسکوپ امکان تنظیم بزرگنمایی‌های دلخواه با استفاده از عدسی‌های مختلف وجود دارد
در عصر حاضر برای هر کاربرد خاص در پزشکی، صنعت، علوم نوعی میکروسکوپ اختراع شده که تعدادی از آن‌ها عبارتند از:

## ۱-میکروسکوپ استریو
استریو میکروسکوپ یا استریوسکوپ یک نوع میکروسکوپ چشمی است که برای مشاهدهٔ نمونه تحت بزرگنمایی اندک، معمولاً با استفاده از نور منعکس شده از منبع یک شیء تا انتقال نور از میان آن، استفاده می‌شود. این دستگاه از دو مسیر چشمی متفاوت با دو عدسی چشمی و شیئی استفاده می‌کند تا زوایای مشاهدهٔ اندکی متفاوت برای چشم‌های چپ و راست فراهم شود. این نظم یک بصری‌سازی سه بعدی از نمونهٔ بررسی شده فراهم می‌کند. استریو میکروسکوپ با ماکروفتوگرافی برای ثبت و بررسی نمونه‌های جامد با توپوگرافی پیچیدهٔ سطح هم پوشانی دارد، از آن جایی که در ماکروفوتوگرافی نیز یک نمای سه بعدی برای آنالیز جزییات لازم است. استریو میکروسکوپ اغلب برای مطالعهٔ سطوح نمونه‌های جامد یا برای انجام کار از فاصلهٔ نزدیک نظیر تشریح، میکرو جراحی، ساعت‌سازی، ساخت تختهٔ مدار و سطوح شکسته همانند با سطوح در شکست نگاری و مهندسی قانونی استفاده می‌شود؛ بنابراین به مقدار زیادی در صنعت ساخت برای ساختن، بررسی و کنترل کیفی استفاده می‌شوند.
استریوسکوپ‌ها ابزاری لازم در حشره‌شناسی به‌شمار می‌روند. استریوسکوپ را نباید با میکروسکوپ ترکیبی اشتباه گرفت که مجهز به دو عدسی چشمی و یک دوربین دو چشمی است.

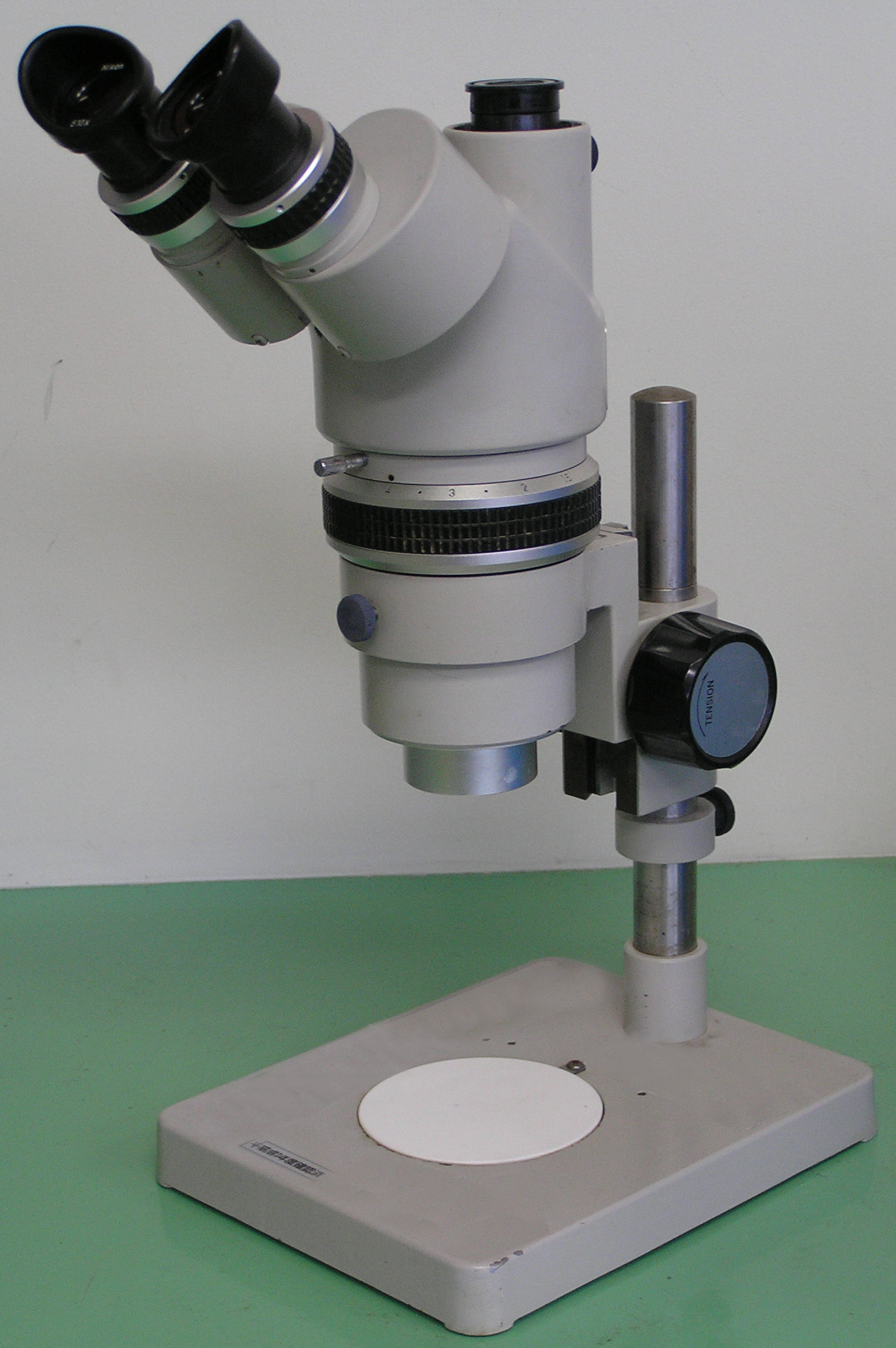
استریو میکروسکوپ

در چنین میکروسکوپی، هر دو چشم یک تصویر را می‌بینند، به‌طوری‌که دو عدسی چشمی نمای درشت تری ایجاد می‌کنند
تا برای چشم راحتی به همراه آورد. گرچه، تصویر در چنین میکروسکوپی به نسبت آنچه که از یک عدسی چشمی تک چشمی به دست می‌آید، متفاوت نیست.

## ۲-میکروسکوپ پلاریزان
میکروسکوپ پلاریزان یکی از انواع ویژه میکروسکپ‌های نوری است که با استفاده از نور پلاریزه برای مطالعه مقاطع نازک، صیقلی (و یا هردو) در آزمایشگاه‌های کانی‌شناسی، سنگ‌شناسی، فسیل‌شناسی، مینرالوگرافی، کانه آرایی و صنایع سیمان به کار برده می‌شود.
میکروسکوپ پلاریزان یک دستگاه اندازه‌گیر نوری برای آزمایشات جزئی نمونه‌ها است. به‌علاوه برای نورهای میکروسکوپ استاندارد یک پلاریزور در کندانسور و یک اسلایدر در لامپ بالای عدسی شیئی وجود دارد که هر دو دارای قابلیت چرخش پذیری، درجه‌بندی و نصب روی دستگاه هستند. نمونه‌ها به وسیلهٔ نور پلاریزه روشن می‌شوند و چرخش این نورها می‌تواند آنالیز شود. میکروسکوپ پلاریزان مخصوصاً برای مطالعات مواد با انکسار مضاعف مانند کریستال‌ها و مواد بدون کریستال کشیده شده مناسب است. به‌طور گسترده‌تری از این وسیله برای میکروسکوپی‌های شیمیایی و کانی‌شناسی‌های نوری استفاده می‌شود. نمونه‌های موجود با یک متغیر سریع و صفحه چرخنده و درجه‌بندی شده مجهز می‌شود. اسلایدر بالایی شامل لنزهای Bertrand برای مشاهده تلسکوپی عناصر لنزهای عدسی شیئی است. در نهایت این میکروسکوپ برای مطالعات معمول بسیار مناسب است.
در بسیاری از مطالعات میکروسکوپی مثل مطالعه سنگ‌ها، مواد شیمیایی کریستالی و بسیاری از ترکیبات آلی مثل ساختمان کراتین، عضلات، کلاژن‌ها نیاز به استفاده از میکروسکوپ‌های پلاریزان است. جز این‌ها در مطالعات میکروسکوپی پلاریزان نور پلاریزه است.

### نور پلاریزه
نور معمولی متشکل از فوتونها هستند دارای بردارهای الکتریکی و مغناطیسی عمود برهم می‌باشند. این دو میدان به‌طور سینوسی در حال نوسان می‌باشند و در ضمن در جهت عمود بر صفحه دو میدان یا صفحه ارتعاشات این دو منتشر می‌شوند. ارتعاشات میدان الکتریکی نور غیر پلاریزه در یک نقطه در همه جهات است. اکثر مواد شیشه‌ای و بسیاری از مواد دارای این ویژگی هستند که وقتی یک دسته پرتو نوری به آن‌ها وارد شود در آن صورت سرعت انتشار و نحوه انتشار نور در جهات مختلف در آن‌ها مشابه و یکسان است و تنها تغییری که در نحوه حرکت دسته پرتو ضمن عبور از این مواد حاصل می‌شود آن است که بر اساس قوانین اسنل مسیر و جهت آن‌ها نسبت به قبل از ورودشان به آن ماده تغییر می‌کند. اینگونه مواد را مواد ایزوتروپیک (isotropic) می‌نامند. مواد ایزوتروپیک در همه جهات دارای ضزیب شکست مشابه هستند.
بعضی مواد شفاف و نیمه شفاف دارای دو ضریب شکست می‌باشند، یعنی نحوه انتشار نور در داخل این مواد در جهات مختلف متفاوت است. وقتی که یک دسته پرتو نوری به داخل این گونه مواد وارد می‌شود اگر نور غیر پلاریزه باشد در آن صورت به دو دسته پرتو تقسیم می‌شود. این دو دسته پرتو در جهات عمود برهم حرکت می‌کنند و ارتعاشات میدان الکتریکی آن‌ها کاملاً برهم عمود است. هر دسته پرتو به نام نور پلاریزه شده و صفحه ارتعاش آن‌ها را صفحه پلاریزاسیون می‌نامند. موادی که دارای این چنین خاصیتی هستند به نام مواد غیر ایزوتوپ می‌نامند. بعضی مواقع نیز اینگونه مواد را مواد با ضریب شکست دوگانه می‌نامند. در بررسی‌های پلاریزاسیون لازم است که ما نور پلاریزه داشته باشیم این عمل را به وسیلهٔ یک صفحه پلاریزور می‌توان انجام داد. نور خارج شده از صفحه پلاریزور یک نور پلاریز است. میدان الکتریکی این فوتون‌ها تنها در امتداد محور پلاریزاسیون صفحه پلاریزور ارتعاش می‌نماید.

### ۳-میکروسکوپ فاز کنتراست
هدف از این میکروسکوپ‌ها قابل دیدن نمونه‌هائی است که موجب تغییر قابل توجهی در شدت (دامنه) نور عبوری از آن مثل حالت نمونه‌های رنگ آمیزی شده ناست. تنها تغییری که اجزاء مختلف این‌گونه نمونه‌ها بر روی نور عبوری به وجود می‌آورند آن است که موجب تغییر در فاز آن‌ها می‌شود. به عبارت دیگر در روش‌های میکروسکوپ‌های معمولی سیستم ساختمانی نمونه به گونه‌ای است که اجزاء مختلف آن دارای خاصیت جذب متفاوت نور برخوردی به آن‌ها است و بدین لحاظ نور عبور کرده از نمونه در قسمت‌های مختلف دارای شدتهای مختلفی می‌باشند که این تغییر در شدت بستگی به مقدار جذب در قطعات و اجزاء مختلف نمونه وارد و بنابراین ناحیه‌ای که جذب کمتر اتفاق می‌افتد تصویر شیئی روشنتر و بخش‌های با جذب بیشتر تاریکتر مشاهده می‌شوند. در این نمونه‌ها تصویر از نور عبور نموده از نمونه تشکیل می‌شود. بسیاری از نمونه‌ها شدت نور عبور نموده را تغییر چندانی نمی‌دهند و لیکن اجزاء مختلف موجب تغییر فاز نور عبور نموده از آن‌ها می‌شوند و لیکن با توجه به آنکه چشم حساس به فاز یا تغییر فاز نمی‌باشند لذا بایستی به نحوی این تغییر فاز را قابل مشاهده نماییم؛ بنابراین هدف از میکروسکوپ فاز کنتراست تبدیل تغییر فاز به تغییر دامنه است که بتواند به وسیلهٔ چشم قابل مشاهده شود.

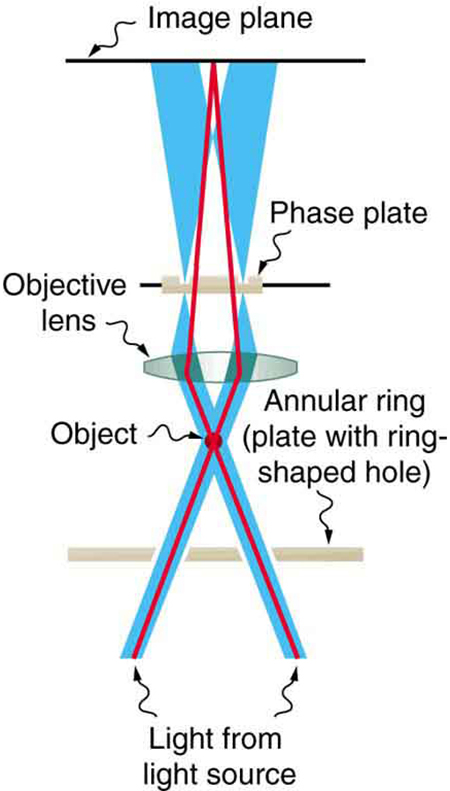
دیاگرام میکروسکوپ فاز کنتراست (تضاد)

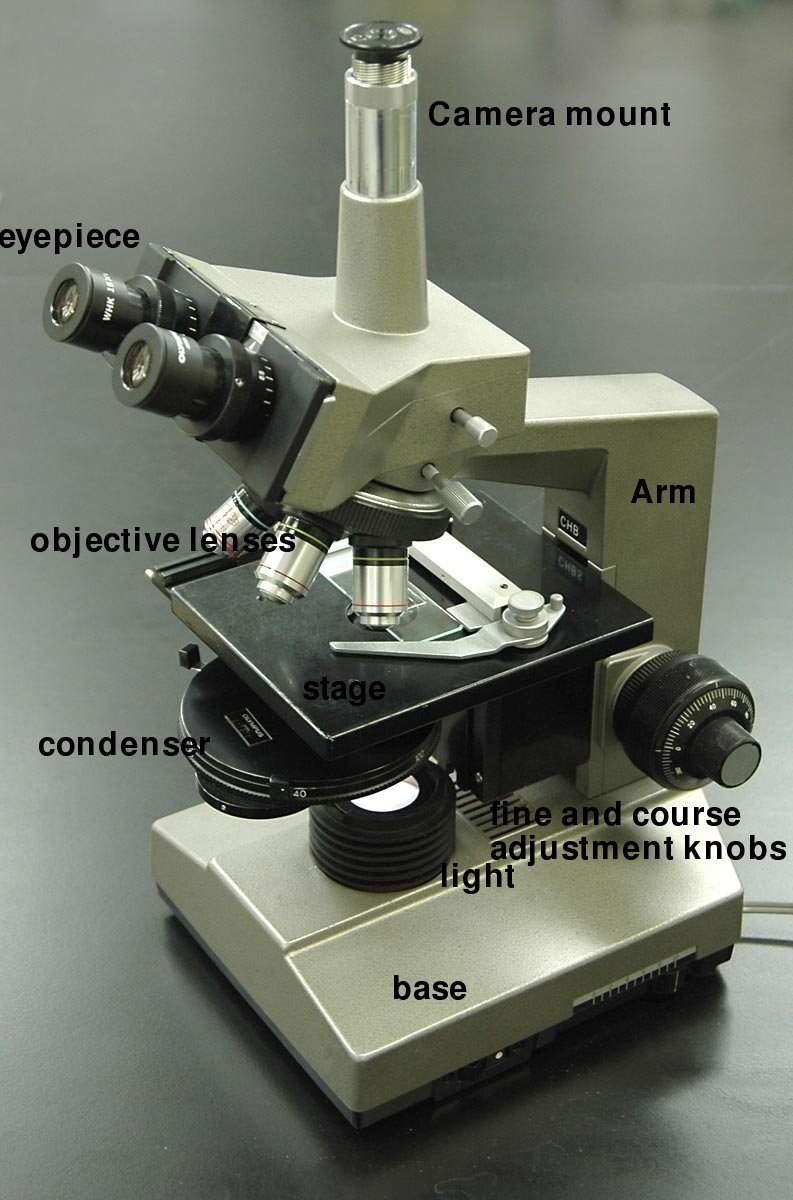
میکروسکوپ فاز کنتراست

وقتی که نور از کندانسور عبور نموده و به شیئی برخورد نماید در آن صورت به دلیل پدیده تفرق حاصله در اثر جسم طیف تفرق یافته در پشت عدسی چشمی حاصل می‌شود. با توجه به آنکه جسم مثل یک شبکه متفرق‌کننده عمل می‌نماید در آن صورت تصویر در این شبکه در اثر تفرق در پشت عدسی چشمی ایجاد می‌شود. تصویر حاصله که نشان دهنده جزئیات جسم است در اثر ترکیب نور متفرق شده و نور عبور نموده بدون تفرق ایجاد می‌شود. به علت آنکه بین نور متفرق شده و نور عبور نموده بدون تفرق ایجاد می‌شود. به علت آنکه بین نور متفرق شده و نور مستقیم اختلاف فاز وجود دارد لذا این دو نوع پرتو با همدیگر ترکیب شده و تداخل انجام می‌شود و در نتیجه اختلاف فاز این دو نوع نوز ایجاد تغییر در دامنه یا شدت نور در صفحه تصویر می‌نماید. میکروسکوپ‌های فاز – کنتراست بگونه‌ای طراحی شده‌اند که تغییر فاز حاصله در اثر وجود نمونه و تغییر فاز در اثر تغییر ضریب شکست در اجزاء مختلف آن این تغییر فاز به تغییر شدت تبدیل شود.

### ۴-میکروسکوپ فلورسانس
انواع خاصی از میکروسکوپ نوری که منبع نور آن پرتوهای فرابنفش است. برای مشاهده نمونه زیر این میکروسکوپ‌ها بخش‌ها یا مولکول‌های ویژه داخل سلول با مواد فلورسنت یا نورافشان رنگ آمیزی می‌شوند. زمانی هدف تشخیص پروتئین‌های خاص یا جایگاه آن‌ها در سلول باشد، روش‌های معمولی رنگ آمیزی که پروتئین‌ها را به‌طور عام رنگ می‌کنند قابل استفاده نیست. برای رنگ آمیزی اختصاصی، معمولاً از پادتن‌های اختصاصی متصل به مواد فلورسانت استفاده می‌شود. مواد فلورسانت نور را در طول موج فرابنفش جذب می‌کنند و در طول موج بلندتری در طیف مرئی تابش می‌کنند. تصویری که دیده می‌شود حاصل نور تابش شده از نمونه است. رودامین و فلورسئین دو نوع از رنگ‌های معمول فلورسانت هستند که به ترتیب نور قرمز و سبز از خود تابش می‌کنند.

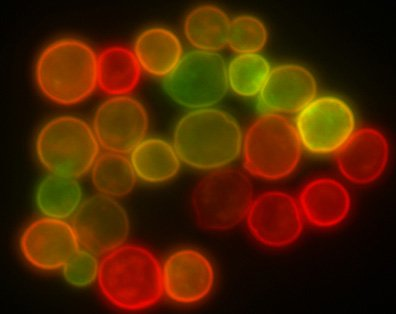
تصویر فلوئورسانس میکرو کره‌ها در [https://web.archive.org/web/20171216091136/http://www.in4tex.com/optical-microscope/ میکروسکوپ فلوئورسانس

### ۵-میکروسکوپ زمینه تاریک(تصویربرداری میکروسکوپی با نور زمینه تاریک)
برای دیدن جزئیات کامل به صفحه تصویربرداری میکروسکوپی با نور زمینه تاریک رجوع کنید.
در میکروسکوپ زمینه تاریک نور حامله از منبع نوری به شکل مخروط در می‌آید و انوار از اطراف به نمونه تابیده می‌شود این کار توسط کندانسور خاص این میکروسکوپ انجام می‌گیرد. در نتیجه تصویر نمونه به صورت روشن در یک زمینه تاریک مشاهده می‌شود. استفاده از میکروسکوپ زمینه سیاه برای مشاهده حرکت باکتری معمول است.
منبع تغذیه نور در این نوع میکروسکوپ نور مرئی است و با ایجاد انکسار نور توسط آئینه‌های محدب و مقعر شیء یا نمونه مورد بررسی، شفاف و نورانی در زمینه سیاه دیده می‌شود.

#### مقایسه با میکروسکوپ فاز کنتراست
در سیستم میکروسکوپ فاز کنتراست تفاوت اختلاف راه ایجاد شده که موجب تداخل می‌شود منحصراً در اثر ماهیت نمونه است. این در حالی است که در سیستم میکروسکوپ‌های تداخلی عمل تداخل منحصراً به وسیلهٔ نمونه ایجاد نمی‌شود، بلکه اختلاف راه حاصله مربوط به سیستم ساختمانی در میکروسکوپ است که در اثر چگونگی قرار گرفتن اجزاء ایجاد می‌شود؛ بنابراین موقعی که ماهیت نمونه به گونه‌ای باشد که نتواند به حد کافی موجب ایجاد تداخل شود در آن صورت می‌توان این عمل را به سادگی با استفاده از میکروسکوپ‌های تداخلی انجام داد. استفاده از میکروسکوپ‌های فاز کنتراست بعضی مواقع موجب آرتی‌فکتهائی می‌شود که این مشکل در سیستم‌های میکروسکوپ تداخلی واقع نمی‌شود. میکروسکوپ‌های تداخلی حتی می‌تواند برای نمونه‌های غیر شفاف (نمونه‌های رنگ شده) بکار رود و وضوح تصویر بسیار خوب باشد. تصویرهای حاصله با میکروسکوپ‌های تداخلی دارای حالت شبه سه بعدی تا حدی مشابه میکروسکوپ‌های الکترونی است. در این نوع میکروسکوپ معمولاً نوارهای تداخلی کناره‌های تصویر بخاطر اثر هال ظاهر نمی‌شود. 
عمق میدان وضوح در میکروسکوپ‌های تداخلی دو تا سه برابر بیشتر از میکروسکوپ‌های فاز کنتراست است. در صورت استفاده از نور تکرنگ روشنائی تصویر در میکروسکوپ‌های تداخلی بیشتر از میکروسکوپ‌های فاز کنتراست است. در این نوع میکروسکوپ‌ها در صورتی که اختلاف فاز ایجاد شده حتی برابر چندین طول موج هم باشد باز هم تصویر دارای وضوح زیاد است و لذا نمونه با ضخامت حدود mm 5/0 هم باز قابل مشاهده با این میکروسکوپ‌ها هستند، در حالی که میکروسکوپ فاز کنتراست برای نمونه‌های بسیار نازک حدود 10 [null میکرون] یا کمتر می‌باشند به گونه‌ای که موجب اختلاف فاز زیاد نشوند.

### ۶- میکروسکوپ نوری کنتراست تداخلی – افتراقی
روش میکروسکوپی کنتراست تداخلی – افتراقی (DIC) که با نام کنتراست تداخلی نومارسکی نیز شناخته می‌شود، تکنیکی برای افزایش کنتراست نمونه‌های رنگ نشده و شفاف است. روش DIC برپایهٔ اصول تداخلی استوار است و قادر است اطلاعاتی در مورد طول مسیر اپتیکی نمونه بدست آورد. در میکروسکوپ DIC، قطبش‌های نور یک منبع نور قطبیده به دو بخش متقابلاً همدوس و دارای قطبش عمود برهم جداسازی می‌شود. سپس این پرتوها با عبور از لنز متراکم‌کننده، در نقاطی بسیار نزدیک به هم (حدوداً ۰٫۲ میکرومتر) بر روی نمونه کانونی می‌شوند. به عبارت دیگر مکان کانونی شدن پرتوهای با قطبش مختلف، با وجود داشتن همپوشانی کلی با یکدیگر، بایستی دارای مقدار کمی انحراف باشد. این پرتوها در مکان‌هایی که در ضخامت یا ضریب شکست متفاوت هستند، مسیرهای نوری مختلفی را طی می‌کنند. به دلیل تأخیر ایجاد شده در نور بر اثر عبور از مواد با چگالی اپتیکی بالاتر، در فاز یک پرتو نسبت به دیگری تغییر ایجاد می‌شود. در این حالت در صورتی که به هریک از پرتوها به صورت مستقل نگاه شود، تصویر زمینه روشن نمونه بدست خواهد آمد. با این وجود در این تصویر قسمت‌های نامرئی برای چشم انسان قابل مشاهده نخواهند بود. این قسمت‌های نامرئی با استخراج اطلاعات فازی پرتوها قابل دریافت خواهد بود. به همین دلیل، پرتوها با عبور از لنز شیئی و بازترکیب در یک منشور ولاستون، دارای قطبش یکسان می‌شوند. در این حالت می‌توان به وسیله پدیده تداخل اطلاعات فازی پرتوها را استخراج کرد.
]

### ۷-میکروسکوپ معکوس یا اینورت (Inverted Microscope)
میکروسکوپ‌های معکوس (اینورت) وسیله ای با ارزش جهت بررسی و آنالیز سلول‌های کشت شده در آزمایشگاه‌های کشت سلول می‌باشند. در یک میکروسکوپ اینورت دقیقاً برخلاف میکروسکوپ‌های مستقیم (Upright) عدسی‌های شیئی در قسمت زیرین صفحه ای که جایگاه قرار گرفتن فلاسک کشت می‌باشد تنظیم می‌گردند به گونه ای که فلاسک حاوی نمونه بر فراز عدسی قرار می‌گیرد. در نتیجه فرد کاربر دارای فضای عمل بهتر و بیشتری بوده و امکان استفاده از نمونه‌های سنگین و بزرگ جهت تهیه تصویر را دارد.
جهت مشاهده و بررسی فلاسک‌های کشت سلول و بافت استفاده از میکروسکوپ معکوس یا اینورت مناسب تر می‌باشد، به این دلیل که به‌طور روتین سلول‌ها به کف شفاف فلاسک چسبیده و امکان مشاهده سلول‌ها با استفاده از میکروسکوپ نوری ساده به دلیل وجود فاصله زیاد لنزهای شیئی تا سطح محیط کشت موجود بر روی سلول‌ها وجود ندارد. علاوه بر این استفاده از میکروسکوپ‌های اینورت سبب صرفه جویی در هزینه و و زمان می‌گردند زیرا مانند میکروسکوپ نوری ساده یا دیگر میکروسکوپ‌های نوری نمونه‌ها نیاز به آماده‌سازی خاصی ندارند. همچنین میکروسکوپ‌های اینورت در مطالعات و بررسی‌های سیتوژنتیک استفاده زیادی دارند.

### ۸-میکروسکوپ دیجیتال
یک میکروسکوپ دیجیتال، میکروسکوپی است که دارای یک دوربین دیجیتال کوچک (cmos) است و به یک رایانه متصل می‌شود. تصاویری که از طریق چشمی میکروسکوپ دیده می‌شوند، می‌توانند بر روی نمایشگر رایانه به نمایش درآیند و بر روی هارد دیسک در قالب یک تصویر (در فرمت‌های متفاوت) یا به عنوان ویدئو ذخیره شوند.

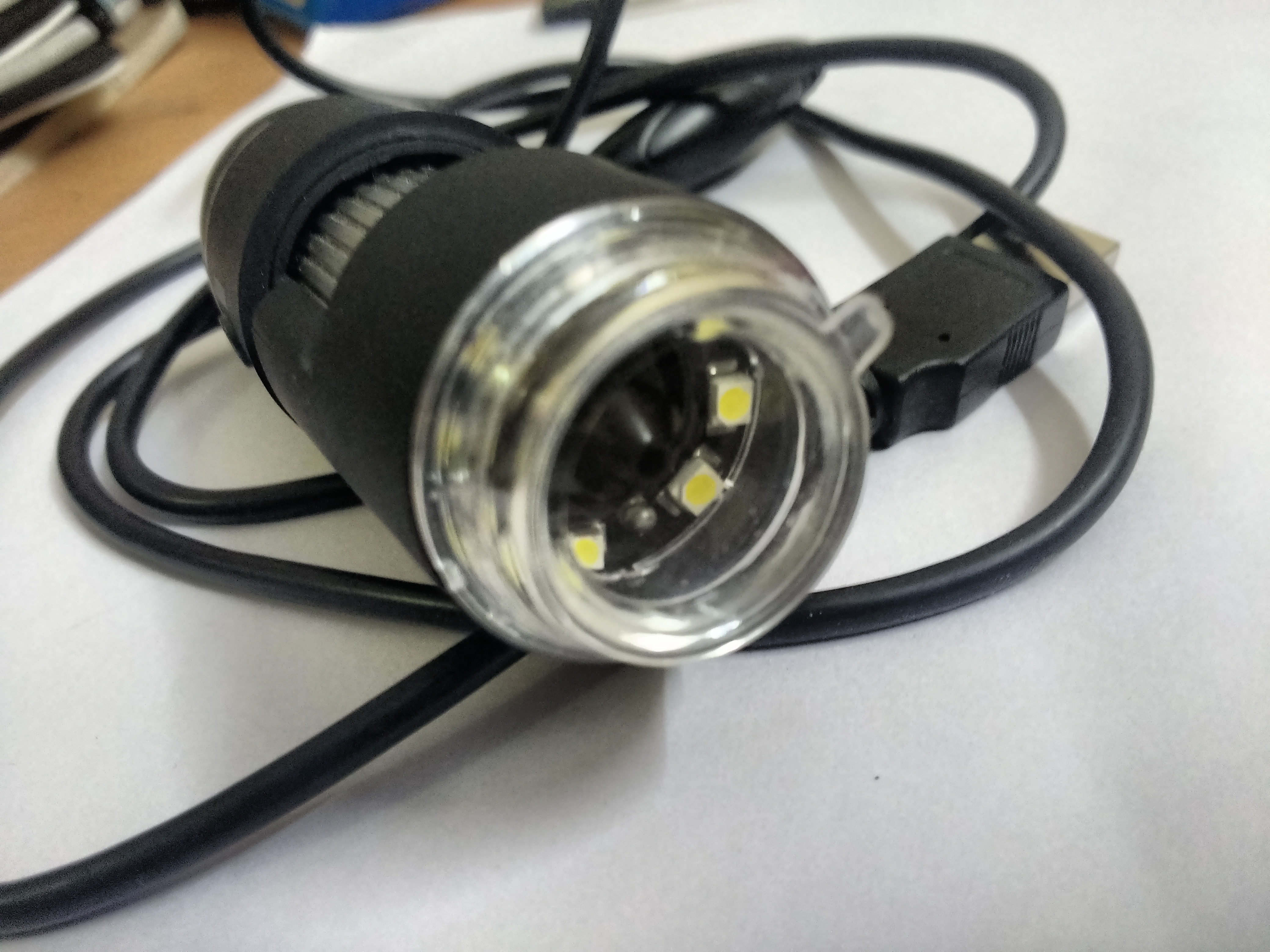
یک میکروسکوپ دیجیتال با بزرگنمایی ۱۰۰ برابر

محققان و پژوهشگران علم و صنعت در خصوص میکروسکوپ‌های دیجیتال، مزایای بی‌شماری را برای میکروسکوپ‌های معمولی برشمرده‌اند. در وهله اول اینکه، برای بررسی دقیق می‌توان تصاویر را ذخیره یا چاپ نمود.

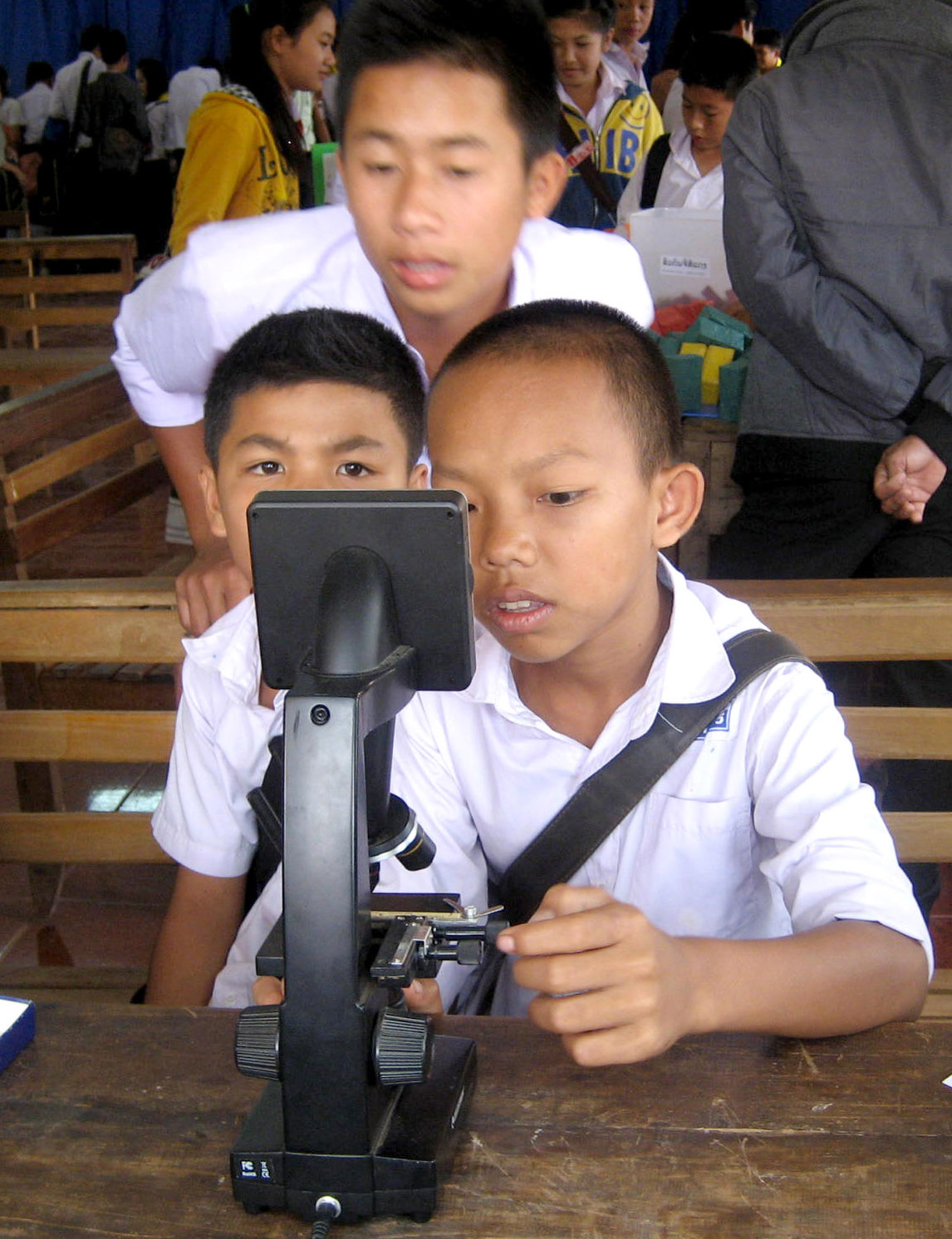
از یک میکروسکوپ دیجیتال چندین نفر هم‌زمان می‌توانند استفاده کنند

علاوه بر این، زمانی که تصاویر از طریق میکروسکوپ دیجیتال دیده می‌شوند می‌توان بر روی نمایشگر رایانه با استفاده از تکنولوژی وب آن تصویر را به‌طور هم‌زمان به چند نفر در مکان‌های مختلف جهت بررسی تصویر نشان داد.
همچنین این میکروسکوپ‌ها فوایدی برای معلمان و استادان دارد. تمام کلاس درس می‌توانند به‌طور هم‌زمان در هنگامی که دوربین به یک رایانه و دیتا پروژکتور/ تخته هوشمند متصل است به تماشای نمونه آزمایش بنشینند. این امر موجب صرفه جویی در زمان گشته و مارا از اینکه همه دانش‌آموزان می‌توانند آن نمونه را مشاهده کنند، مطمئن می‌سازد. تصاویر را می‌توان برای استفاده‌های بعدی ذخیره کرد و همچنین با استفاده از نرم‌افزارهای مخصوص، می‌توان اندازه‌گیری نموده و در طول زمان تغییرات را مورد تجزیه و تحلیل قرار داد.
یک میکروسکوپ معمولی را می‌توان به سادگی با افزودن چشمی دیجیتال تبدیل به یک میکروسکوپ دیجیتال کرد. چشمی دیجیتال شامل یک دوربین کوچک دیجیتالی است که جایگزین چشمی استاندارد میکروسکوپ می‌گردد و سپس از طریق USB به رایانه متصل می‌گردد.

## قسمت‌های مهم
قسمت‌های مهم یک میکروسکوپ نوری عبارنتد از
1. عدسی چشمی: این عدسی برای مطالعه و مشاهده تصویر است.
2. عدسی شیئی: این عدسی برای بزرگنمایی است و شامل یکی از این چهار عدسی است:

الف) عدسی شماره ۴ (عدسی کوچک)
ب) عدسی شماره ۱۰ (عدسی خشک)
ج) عدسی شماره ۴۰ (عدسی خشک)
د) عدسی شماره ۱۰۰ (عدسی روغنی)
1. کندانسور: کندانسور نور را جمع کرده و آن را به‌طور مستقیم روی نمونه هدایت می‌کند.
2. دیافراگم: مقدار نور ورودی را کم و زیاد می‌کند.
3. ماکرومتر:ماکرومتر صفحه میکروسکوپ را بالا و پایین برده و برای پیدا کردن تصویر نمونه بکار می‌رود.
4. میکرومتر: تصویر تنظیم شده را واضح تر کرده و آن را برای مشاهده مشخص تر می‌کند.

بین عدسی شیئی (عدسی ۱۰۰) و نمونه فاصله‌ای در حدودmm 1/8 وجود دارد که این فاصله را فاصله کانونی گویند که با روغن امرسیون این فاصله را پر می‌کنند در غیر این صورت به علت وجود هوا و شکست نور عبوری از نمونه، تصویر ناواضح خواهد بود.

## حد تفکیک میکروسکوپ نوری (Resolution)
در میکروسکوپ نوری معیار کیفیت بر اساس توانایی تجزیه یا حد تفکیک (d) تعریف می‌شود. توان تفکیک (Resolution) یک سامانه نوری، برابر با توانایی آن سامانه در نمایش دادن دو نقطه بصورت منفرد از یکدیگر است. به بیان دیگر، توان تفکیک کوچک‌ترین فاصله دو نقطه شیئی بوده که آن دو نقطه به صورت جدا از هم قابل تشخیص باشند. هر میزان که مقدار حد تفکیک کمتر باشد، توان تفکیک آن میکروسکوپ بالاتر می‌باشد. در رابطه زیر حد تفکیک یا Resolution (به اختصار: R) برابر است با:
R=۰٫۶۱ ʎ /n.sinα
در این فرمول مقدار ۰٫۶۱ مقدار ثابت، n ضریب شکست نور، ʎ طول موج در فضای میان عدسی و شیئ و a زاویه میان شعاع‌های نوری خارج شونده از شیئ که به شکل عمود بر مرکز عدسی می‌تابد و آخرین شعاع نوری که پس از خارج شدن از شیئ دچار شکست شده و در پی آن وارد عدسی می‌شود، می‌باشد.
طول موج نوری خاصیتی مهم در حد تفکیک میکروسکوپ می‌باشد. در واقع می‌توان گفت که طول موج‌های کوچک‌تر وضوح بیشتری را ایجاد می‌نمایند. بیشترین توان تفکیک در میکروسکوپ نوری در ارتباط با نور مجاور اشعه ماوراء بنفش (UV) است. در میکروسکوپ‌های نوری، نور فرابنفش مجاور نور آبی، نور سبز و در انتها نور قرمز جهت تشخیص جزئیات در نمونه به کار می‌رود.

## اجزا میکروسکوپ نوری

### بخش نوری
اجزای نوری عمدتاً مشتمل بر منبع تغذیه نور و قطعات مرتبط با آن است، از قبیل لامپ با توان ۲۰ وات، فیلتر تصحیح نور و کندانسور که کندانسور مشمل بر پنج قطعه است که نور را تصحیح کرده و بر روی نمونه یا شیء مورد بررسی متمرکز می‌کند بخش نوری شامل سه بخش اساسی است: دستگاه روشنایی، عدسی شیئی و عدسی چشمی.

#### ۱ -دستگاه روشنایی
از سه بخش تشکیل شده است.
منبع نور: لامپی است که در زیر کندانسور قرار دارد و نور را از سوراخ صفحه میکروسکوپ به جسم می‌تاباند.
کندانسور: از مجموعه‌ای از عدسی‌های محدب (کوژ) یا محدب الطرفین ساخته شده که عمل آن‌ها همگرا کردن پرتوهای نوری حاصل از منبع نور و تابانیدن آن‌ها بر روی جسم است تا نور کافی برای مشاهده جسم تأمین گردد.
دیافراگم: وسیله تنظیم شدت نور میکروسکوپ است که یا میزان نوری را که منبع روشنایی به کندانسور می‌رسد، تنظیم می‌کند یا شدت نوری را که از کندانسور گذشته و به جسم می‌رسد تنظیم می‌کند

#### ۲ -عدسی شیئی
تصویری بزرگرتر از جسم، معکوس و حقیقی ایجاد می‌کند. طول عدسی‌های شیئی با یکدیگر متفاوت است. عدسی کوچک‌تر، عدسی با بزرگنمایی ضعیف‌تری است، در حالی که عدسی بزرگ‌تر، عدسی با بزرگنمایی قوی‌تر است. عدسی‌های دارای بزرگنمایی کم‌تر (مثل: x4 ،x8 ،x10 یا 25 x) را عدسی ضعیف و عدسی‌های دارای بزرگنمایی بیشتر (مثل: x40 ،x60 یا x100) را عدسی قوی می‌خوانند.

#### ۳ -عدسی چشمی
عدسی‌های چشمی اساساً از تعدادی عدسی محدب یا محدب الطرفین ساخته شده‌اند. عدسی چشمی در مجموع کار یک ذره بین را انجام می‌دهند و از تصویر ایجاد شده به وسیله عدسی شیئی، تصویری مجازی، مستقیم (معکوس نسبت به جسم اولیه) و بزرگتر درست می‌کند.

### بخش مکانیکی
بخش مکانیکی شامل قسمت‌هایی است که مستقیماً در عبور و تشکیل تصویر نقش اصلی را به عهده ندارند و شامل کلیه بخش‌های نگهدارنده، حرکت دهنده و ثابت‌کننده یک میکروسکوپ است، مانند:
1. پایه: به اشکال نعلی، مدور، مکعب مستطیلی و مانند آن ساخته می‌شود. جنس پایه معموال از فوالد سنگین انتخاب می‌گردد تا در زمان مطالعات میکروسکوپی و عکس‌برداری از هر گونه لغزشی جلوگیری شود.
2. دسته: برای جابجایی میکروسکوپ به کار می‌رود.
3. صفحه میکروسکوپ: صفحه‌ای است فلزی یا کائوچویی که محل قرار دادن جسم مورد مطالعه است. نور از منفذ تعبیه شده در وسط صفحه پالتین عبور کرده و به نمونه مورد مطالعه می‌رسد. روی صفحه دو گیره برای نگه داشتن الم نصب شده است که الم را به‌طور افقی و در جهات مختلف حرکت می‌دهند.
4. صفحه گردان یا متحرک: قطعه فلزی است، تقریباً به شکل مخروط ناقص که در سطح پایین آن تعدادی سوراخ تعبیه شده است. به هر یک از این سوراخ‌ها، یک لوله عدسی شیئی پیچ می‌شود. با چرخاندن صفحه گردان، عدسی شیئی مورد نیاز در میدان دید قرار می‌گیرد.
5. پیچ‌های تنظیم ماکرومتر (سریع) و میکرومتر (دقیق):شامل پیچ تنظیم سریع یا ماکرومتر و پیچ تنظیم دقیق یا میکرومتر است که بر روی دسته میکروسکوپ قرار دارند. این پیچ‌ها صفحه پالتین را در جهت بالا به پایین و بالعکس جابجا می‌کنند. با پیچ بزرگ، صفحه پالتین با سرعت بیشتری بالا و پایین برده می‌شود.
6. سیستم ورنیه: از دو قسمت خط‌کش مانند درست شده است که طول و عرض مختصاتی منونه را مشخص می‌کند ومی توان با یادداشت کردن این دو عددپس از جابجاشدن منونه دوباره نقطه مورد نظر را به راحتی پیدا می‌شود

۷ -لوله میکروسکوپ: استوانه‌ای است به طول تقریبی ۲۰ تا ۲۵ سانتیمتر که عدسی چشمی در بالای آن قرار دارد و از پائین به صفحه گردان متصل است.

## نحوه کار با میکروسکوپ
شامل ۲ بخش است.
1. آماده کردن نمونه میکروسکوپی
2. تنظیم و آماده کردن میکروسکوپ

### ۱-آماده کردن نمونه میکروسکوپی
جسمی با میکروسکوپ قابل مشاهده است که نور بتواند از آن عبور کند و از عدسی‌ها گذشته به چشم برسد. بعالوه این جسم باید آن قدر نازک باشد که جزئیات ساختاری آن بوضوح دیده شود؛ بنابراین یا خود نمونه باید نازک باشد مانند نمونه‌هایی که در آزمایشگاه سلولی مشاهده می‌کنیم
در مرحله اقداماتب از قبیل زیر انجام می‌شوند:
1. اسلایس زدن با دستگاه مخصوص
2. سنباده زدن
3. پولیش کردن
4. براق کردن سطح (معمولاً واکنش با یک اسید برای امکان مشاهده ریز ساختار سطح نمونه)

برای مشاهده نمونه‌های ضخیم بافتی باید با استفاده از روش‌های ویژه تهیه برش‌ها مقاطع و ساختارهای سلولی نازک و مشخصی تهیه کرد.
برای مشاهده نمونه مورد نظر در زیر میکروسکوپ، (لام) یا اسلاید تمیزی را روی میز قرار دهید و با قطره چکانی یک قطره آب در وسط آن بچکانید. سپس نمونه مورد نظر را با پنس روی یک قطره آب وسط لام قرار دهید. (لاملی) را بردارید و یک لبه آن را با زاویه حدود ۴۵ درجه روی لام تکیه دهید و سپس آن را با نوک سوزن به آرامی پایین بیاورید تا نمونه را بپوشاند. با این عمل از تشکیل حباب هوا بین لام و لامل جلوگیری می‌شود. اگر با همه احتیاط معمول حباب هوا ایجاد شد با نوک مداد لامل را فشار دهید تا حباب خارج گردد. همیشه لبه لام ولامل را بگیرید و از تماس انگشتان با سطح آن‌ها خودداری کنید

### ۲-تنظیم و آماده کردن میکروسکوپ
۱ -صفحه گردان را بچرخانید و کمترین عدسی (مثال x4)را که کوتاهتر است در امتداد لوله میکروسکوپ قرار دهید ضمناً به صدای جا افتادن عدسی توجه کنید.
1. عدسی چشمی را برای فاصلهٔ بین دو مردمک چشم خودتنظیم کنید، طوری‌که با هر دو چشم فقط یک میدان دید دایره‌ای را ببینید اگر این گونه نشود، سعی کنید با دور و نزدیک کردن دو عدسی چشمی از هم برای هر دو چشمتان یک میدان دید ایجاد کنید.
2. با کمک پیچ تنظیم ماکرو صفحهٔ میکروسکوپ را تا پایین‌ترین حد ممکن قرار دهید

. ۴-اسلاید مورد نظر را بر روی صفحهٔ میکروسکوپ قرار داده و توسط گیره در جای خود محکم و ثابت کنید.
1. لامپ میکروسکوپ را روشن کنید.
2. در عدسی چشمی نگاه کنید و هم‌زمان با استفاده از پیچ ماکرو، صفحه را بالا بیاورید. این کار را ادامه دهید تا تصویر نمونه ظاهر گردد. این تصویر ممکن است چندان واضح نبوده، زیاد روشن یا نسبتاً تاریک باشد.
3. در صورت عدم وضوح تصویر با کمک پیچ میکرو صفحه را طوری میزان کنید که تصویر واضح و روشن در عدسی‌های چشمی ظاهر گردد. این مرحله را میزان کردن تصویر می‌نامند. شدت نور لامپ و میزان باز و بسته بودن دریچه دیافراگم را نیز در این مرحله تنظیم کنید. برای کم و زیاد کردن نور می‌توانید روزنه دیافراگم را آن قدر تغییر دهید تا میدان دید روشن و واضح شود ولی نور شدید و زننده نباشد.
4. در صورت نیاز به عدسی‌های شیئی دیگر می‌توانید بدون جابجایی صفحه و استفاده از پیچ‌های ماکرو، عدسی‌های قوی تر را انتخاب کرده که در این مرحله ممکن است تصویر واضح نبوده یا کاملاً محو گردد که با استفاده از پیچ‌های میکرو می‌توانید صفحه را کمی جابجا نموده و تصویر را میزان کنید.

## نگارخانه

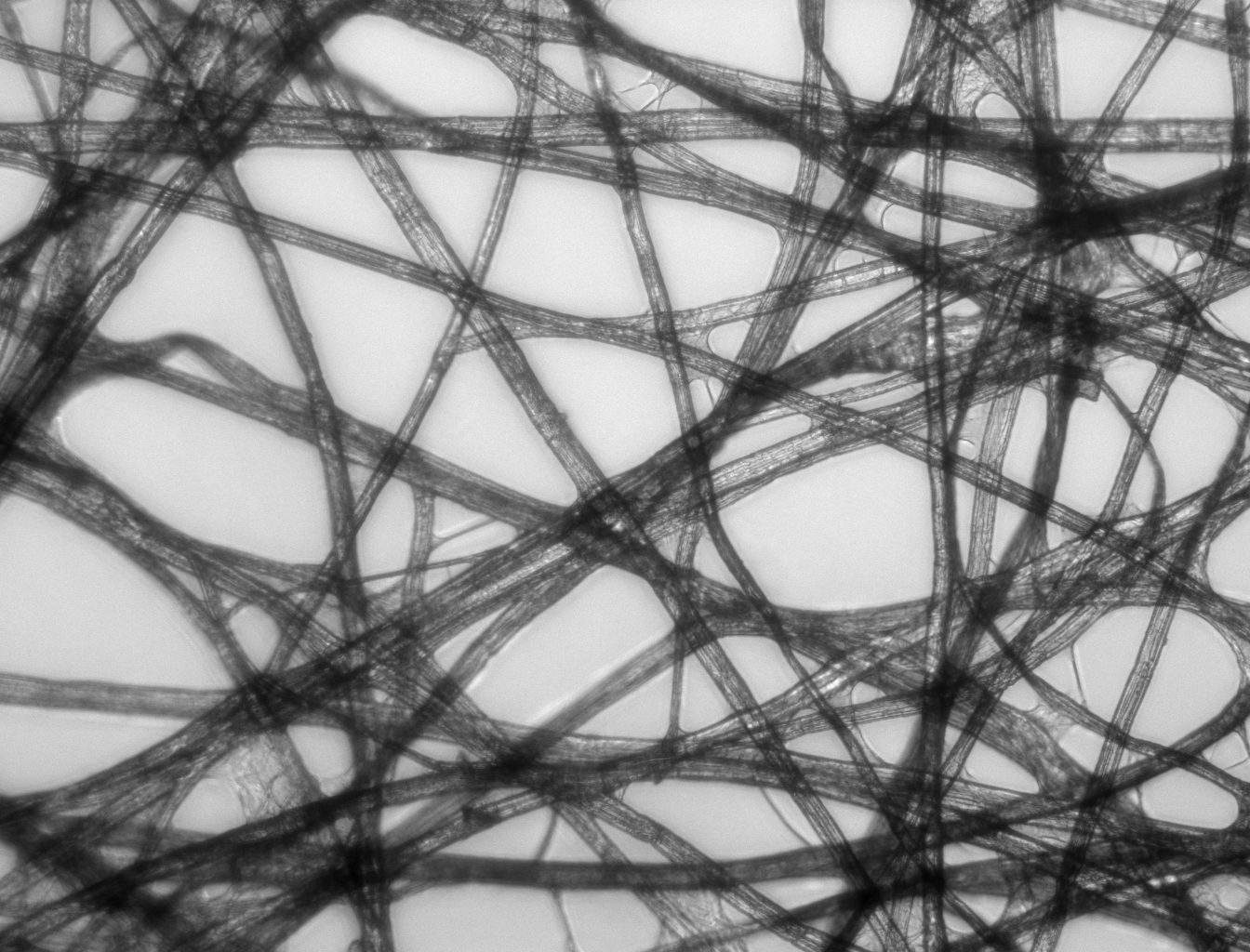
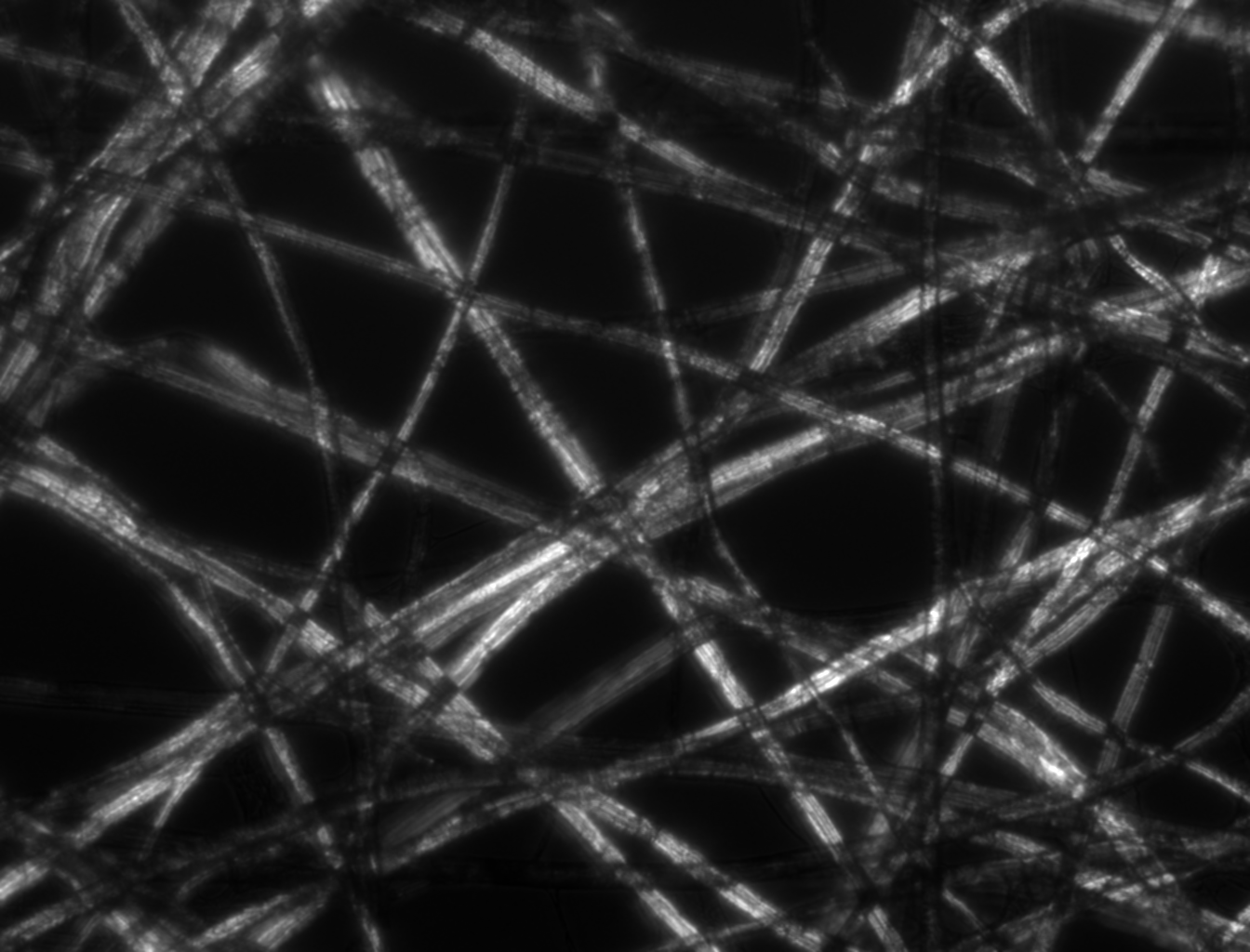
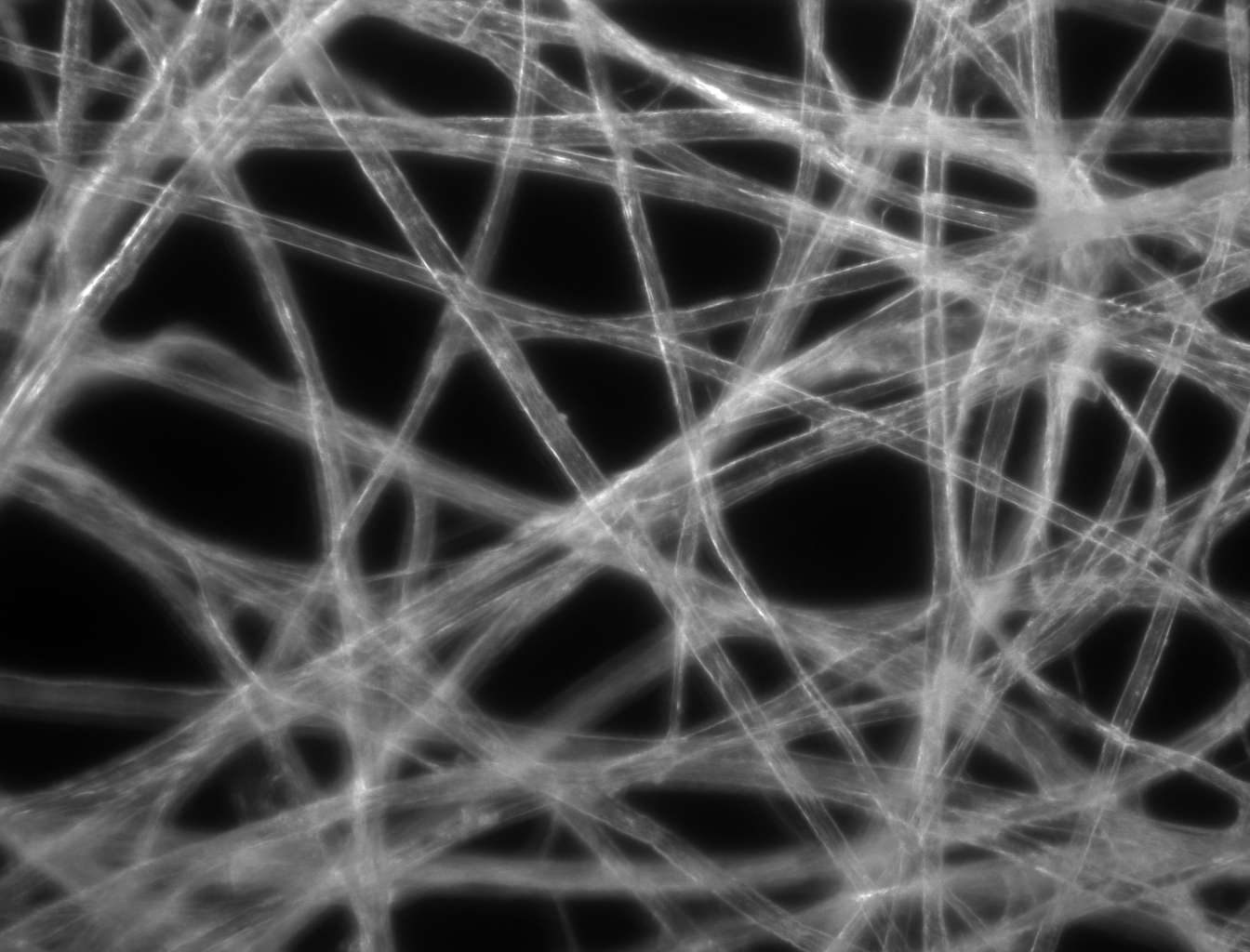
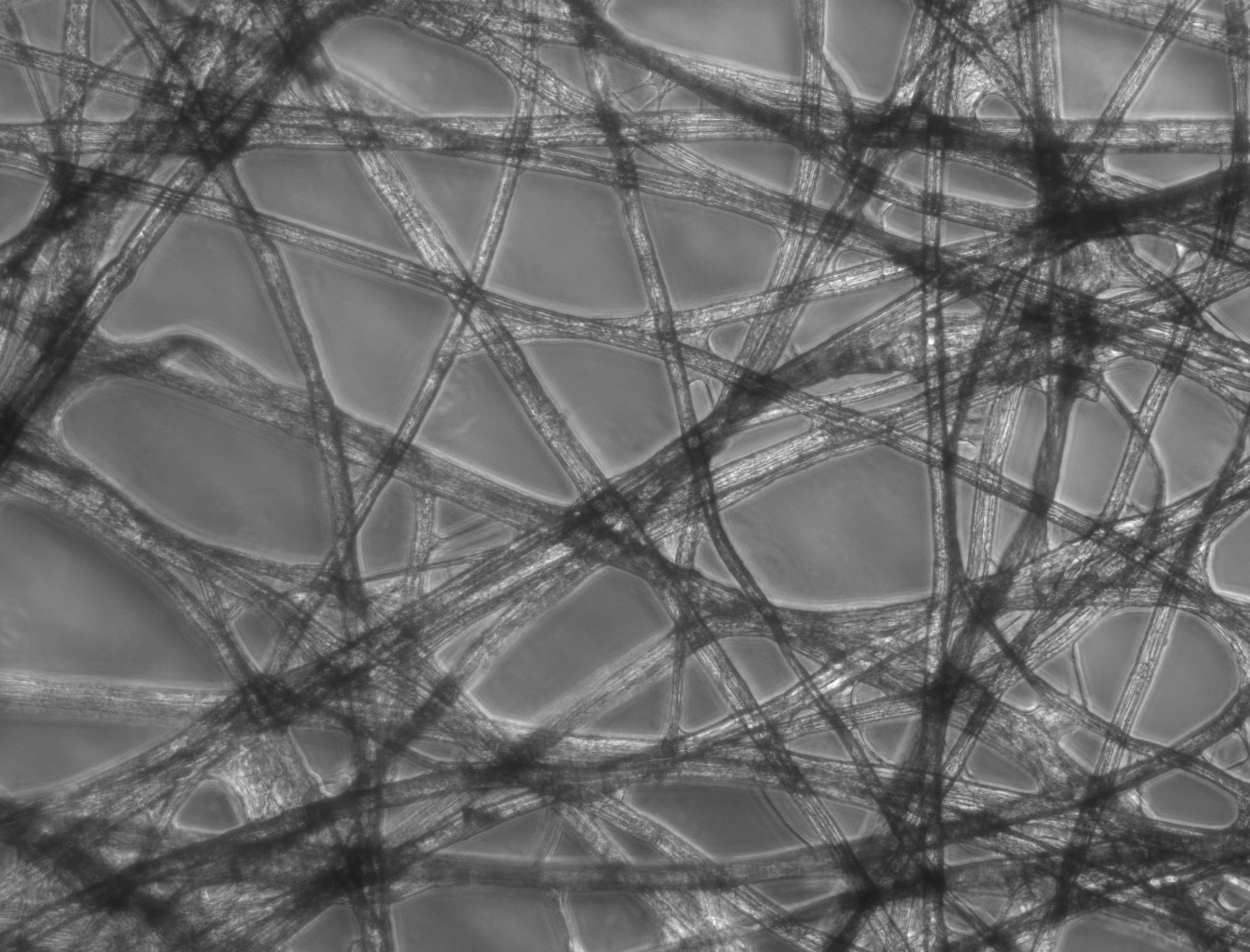